# パラス・デ・ラ・フエンテ
パラス・デ・ラ・フエンテ（Parras de la Fuente）は、メキシコのコアウイラ州にある自治体（町）。プエブロ・マヒコ選出。